# Трамадол

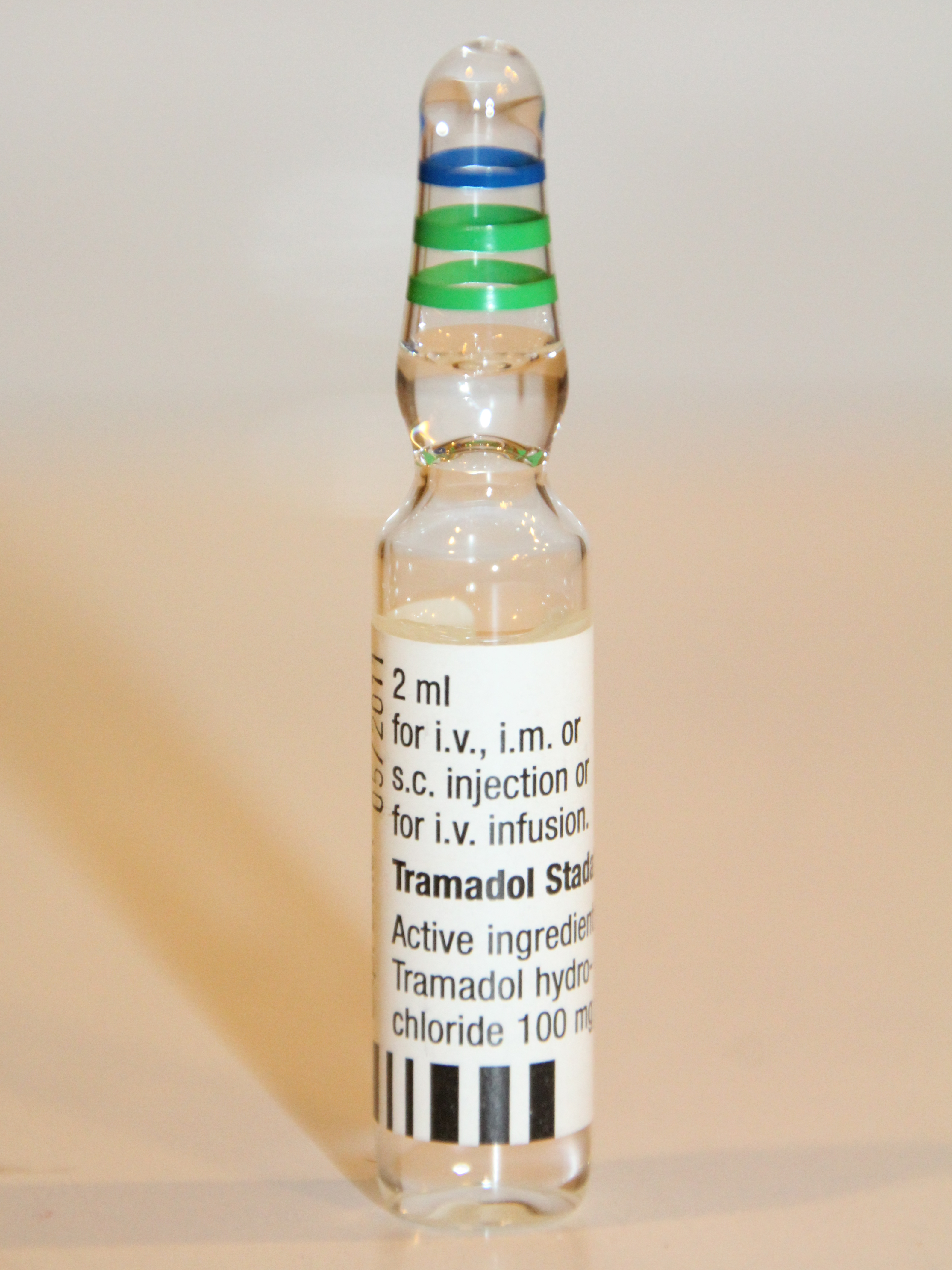
Tramadol HCl

Трамадо́л (лат. Tramadolum) — лекарственное средство, сильнодействующий наркотический опиоидный анальгетик, имеющий низкое сродство с опиоидными рецепторами. Относится к группе неселективных полных агонистов опиоидных рецепторов. Обладает общей анальгезирующей активностью, даёт быстрый и длительный эффект. Уступает по активности морфину примерно в 10 раз (100 мг трамадола эквивалентны 10 мг морфина). Анальгезирующее действие развивается через 15—30 мин после приема внутрь и продолжается до 6 часов. Применяется в виде отдельного препарата, а также в сочетании с парацетамолом. При использовании минимальной эффективной дозы побочные эффекты при длительном применении сводятся к минимуму. Некоторые справочники классифицируют трамадол как «наркотический анальгетик», другие — как «опиоидный ненаркотический анальгетик». В России трамадол включён в список сильнодействующих и ядовитых веществ.

## История
Трамадол был впервые синтезирован в 1962 году сотрудником западногерманской фармацевтической компании «Grünenthal GmbH» («Грюненталь») доктором Куртом Фликом, запатентован в 1963 году, в течение пятнадцати лет проходили его лабораторные и клинические испытания, а в 1977 году было налажено его производство под торговым названием «Трама́л». Вскоре препарат стал самым выписываемым моноанальгетиком центрального действия в мире. С 1995 года трамадол стал производиться в США под названием «Ультрам» (Ultram). За время, прошедшее с момента создания, он был выписан более чем 70 миллионам пациентов во всём мире. Некоторые источники называют его опиатом, ввиду структуры, схожей с дигидрокодеином.

## Фармакологическое действие
Трамадол обладает действием на ЦНС и, в частности, на спинной мозг (способствует открытию ионных каналов K+ и Ca2+, вызывает гиперполяризацию мембран и тормозит проведение болевых импульсов), усиливает действие седативных лекарственных средств. Активирует опиоидные рецепторы (μ-, Δ-, κ-) на пре- и постсинаптических мембранах афферентных волокон ноцицептивной системы и в желудочно-кишечном тракте. Замедляет разрушение катехоламинов, стабилизирует их концентрацию в центральной нервной системе.
Сродство трамадола к опиоидным рецепторам в 10 раз слабее, чем у кодеина, и в 6000 раз слабее, чем у морфина, при этом выраженность анальгезирующего действия всего в 5-10 раз слабее морфина.
Трамадол представляет собой рацемическую смесь двух энантиомеров — правовращающего (+) и левовращающего (-), каждый из которых проявляет отличное от другого рецепторное сродство. (+)Трамадол является селективным агонистом μ-опиоидных рецепторов, а также избирательно тормозит обратный нейрональный захват серотонина. (-)Трамадол тормозит обратный нейрональный захват норадреналина. O-дезметилтрамадол (М1 метаболит) также селективно стимулирует μ-опиоидные рецепторы, причем сродство в 200 раз больше, чем у самого трамадола. Трамадол и тапентадол при одновременном применении показывают усиление терапевтического обезболивающего действия обоих препаратов.
В терапевтических дозах он не влияет значимым образом на гемодинамику и дыхание, не изменяет давления в легочной артерии, незначительно замедляет перистальтику кишечника, не вызывая при этом запоров. Оказывает некоторое противокашлевое и седативное действие. Угнетает дыхательный центр, возбуждает пусковую зону рвотного центра, ядра глазодвигательного нерва.
При продолжительном применении возможно развитие толерантности.

## Фармакокинетика
Абсорбция — 90 %; биодоступность — 68 % при приеме внутрь (увеличивается при многократном применении), 70 % — при ректальном приёме, при внутримышечном введении — 100 %. TCmax после приёма внутрь таблеток — 2 ч, при приеме капель — 1 ч, при внутримышечном введении — 45 мин, М1 метаболита — 3 ч. Проникает через гематоэнцефалический барьер и плаценту, 0,1 % выделяется с грудным молоком. Объём распределения — 203 л при в/в введении и 306 л — при пероральном. Связь с белками плазмы — 20 %.
В печени метаболизируется путём N- и О-деметилирования с последующей конъюгацией с глюкуроновой кислотой. Выявлено 11 метаболитов, из которых моно-О-дезметилтрамадол (М1) обладает фармакологической активностью, накапливаясь в тканях. В метаболизме препарата принимает участие изофермент CYP2D6. Вторая фаза метаболизма может длиться до 7-14 дней. T½ во второй фазе — 105 ч (трамадол), 179 ч (моно-О-дезметилтрамадол); у пациентов старше 75 лет — 124 ч (трамадол); при циррозе печени — 193±14.9 ч (трамадол), 225±19.4 ч (моно-О-дезметилтрамадол), в тяжелых случаях — 283 ч и 306 ч соответственно. T1/2 при хронической почечной недостаточности (КК менее 5 мл/мин) не определён.
Выводится почками (25-35 % в неизмененном виде), средний кумулятивный показатель почечного выведения — 94 %. Около 7 % выводится с помощью гемодиализа.

## Показания
Болевой синдром (сильной и средней интенсивности, в том числе воспалительного, травматического, сосудистого происхождения, при онкологических заболеваниях, невралгиях). Обезболивание при проведении болезненных диагностических или терапевтических мероприятий. Трамадол применялся также для лечения синдрома отмены опиоидов.

## Противопоказания
Гиперчувствительность, отравление алкоголем, снотворными лекарственными средствами, наркотическими анальгетиками и другими психоактивными лекарственными средствами, беременность, период лактации (в случае длительного применения), детский возраст (до 1 года — для парентерального введения; до 14 лет — для приёма внутрь), приём ингибиторов МАО.
C осторожностью
Опиоидная зависимость, нарушение сознания различного происхождения, внутричерепная гипертензия, черепно-мозговая травма, эпилептический синдром (церебрального генеза), бронхиальная астма, состояния, сопровождающиеся ухудшением дыхания или выраженным ухудшением контроля над собой.

## Режим дозирования
Применяют внутривенно, внутримышечно, подкожно, внутрь, ректально. Суммарная суточная доза — 0,4 г. Детям в возрасте старше 1 года — внутрь, только капли или парентерально (внутривенно, внутримышечно, подкожно), в дозе 1-2 мг/кг. Суточная доза — 4-8 мг/кг (1 кап — 2.5 мг). Лицам пожилого возраста и больным с почечной недостаточностью необходима индивидуальная дозировка (возможно удлинение T1/2). При клиренсе креатинина менее 30 мл/мин и у больных с почечной недостаточностью необходим 12 ч интервал между приемом очередных доз препарата.

### Внутрь
Для однократного применения взрослым и детям старше 14 лет — по 50 мг. Через 30—60 мин можно повторить прием в той же дозе, но не более 8 доз в сутки. Таблетки ретард — 100—200 мг каждые 12 ч. Суточная доза — 0.4 г (в исключительных случаях, например у онкологических больных, возможно сокращение интервала до 6 ч и увеличение суточной дозы).

### Ректально
Ректально — 0.1 г. Кратность приема — до 4 раз в сутки.

### Внутривенно, внутримышечно, подкожно
Медленно, 0,05—0,1 г. Если эффект недостаточен, то через 20—30 мин после внутривенного введения можно продолжить инфузию со скоростью 12 мг/ч или дополнительно назначить внутрь.

## Побочные эффекты
Со стороны нервной системы
Повышенное потоотделение, повышенное мочеиспускание, головная боль, слабость, повышенная утомляемость, заторможенность, парадоксальная стимуляция ЦНС (нервозность, ажитация, тревожность, тремор, спазмы мышц, эйфория, эмоциональная лабильность, галлюцинации), сонливость, нарушения сна, спутанность сознания, нарушения координации движений, судороги центрального генеза (при внутривенном введении в высоких дозах или при одновременном назначении антипсихотических лекарственных средств (нейролептиков), депрессия, амнезия, нарушение когнитивной функции, парестезии, неустойчивость походки, зуд.
Со стороны пищеварительной системы
Сухость во рту, тошнота, рвота, метеоризм, боль в животе, запоры или диарея, затруднение при глотании.
Со стороны сердечно-сосудистой системы
Проявления вазодилатации — тахикардия, брадикардия, ортостатическая гипотензия, обморок, коллапс.
Аллергические реакции
Крапивница, зуд, экзантема, буллезная сыпь. Резкое снижение артериального давления.
Со стороны мочевыделительной системы
Затруднение мочеиспускания, дизурия, задержка мочи.
Со стороны органов чувств
Нарушение зрения, вкуса.
Со стороны дыхательной системы
Диспноэ.
Прочие
Нарушение менструального цикла. При длительном применении — лекарственная зависимость. При резкой отмене — синдром «отмены».

### Передозировка
Симптомы
Миоз, рвота, коллапс, кома, судороги, угнетение дыхательного центра, апноэ.
Лечение
Обеспечение проходимости дыхательных путей, поддержание дыхания и деятельности сердечно-сосудистой системы. Опиоидные эффекты могут быть купированы налоксоном, судороги — бензодиазепином.эпилепсия

## Особые указания
Не следует одновременно употреблять этанол. В случае разового приема нет необходимости прерывать кормление грудью. В период лечения необходимо соблюдать осторожность при вождении автотранспорта и занятии другими потенциально опасными видами деятельности, требующими повышенной концентрации внимания и быстроты психомоторных реакций.

## Взаимодействие
Фармацевтически несовместим с растворами диклофенака, индометацина, фенилбутазона, диазепама, флунитразепама, нитроглицерина. Усиливает действие лекарственных средств, угнетающих ЦНС, и этанола. Индукторы микросомального окисления (в том числе карбамазепин, барбитураты) уменьшают выраженность анальгезирующего эффекта и длительность действия. Длительное применение опиоидных анальгетиков или барбитуратов стимулирует развитие перекрестной толерантности. Анксиолитики повышают выраженность анальгезирующего эффекта; продолжительность анестезии увеличивается при комбинации с барбитуратами. Налоксон активирует дыхание, устраняя анальгезию после применения опиоидных анальгетиков. Ингибиторы МАО, фуразолидон, прокарбазин, антипсихотические лекарственные средства (нейролептики) повышают риск развития судорог (снижение судорожного порога). Хинидин повышает плазменную концентрацию трамадола и снижает М1 метаболита за счет конкурентного ингибирования изофермента.

## Законодательное регулирование
В отдельных странах (Украина, Беларусь, Узбекистан) трамадол включён в список наркотических средств.
В России трамадол входит в перечень жизненно необходимых и важнейших лекарственных препаратов.
В марте 2016 года в Беларуси были возбуждены 3 уголовных дела против россиян, задержанных на польско-белорусской границе с таблетками, содержащими трамадол. В связи с этим белорусская таможня сделала заявление, в котором говорилось, что при провозе лекарственных средств для личного применения, отнесенных по белорусскому законодательству к категории наркотических, обязательно наличие подтверждающих медицинских документов, в противном же случае гражданам грозит уголовная ответственность вплоть до 10 лет лишения свободы.